# Peugeot Type 117
La Peugeot Type 117 est un modèle d'automobile produit par le constructeur français Peugeot en 1909.